# Білоус Оксана Олексіївна
Білоус Оксана Олексіївна (*14 липня 1965) — українська майстриня писанкарства, художнього декорування яєць, заслужений майстер народної творчості України (1999), член Спілки майстрів народного мистецтва України з 1994 року.

## Біографія
Народилася 14 липня 1965 року в місті Київ у родині лікарів.
- 1972–1982 — навчання в школі № 112, м.Київ.
- 1982–1987 — навчання в НПУ імені Драгоманова на спеціальності «Учитель географії та біології»
- З 1992 р. — майстер писанкарства.

## Мистецька діяльність

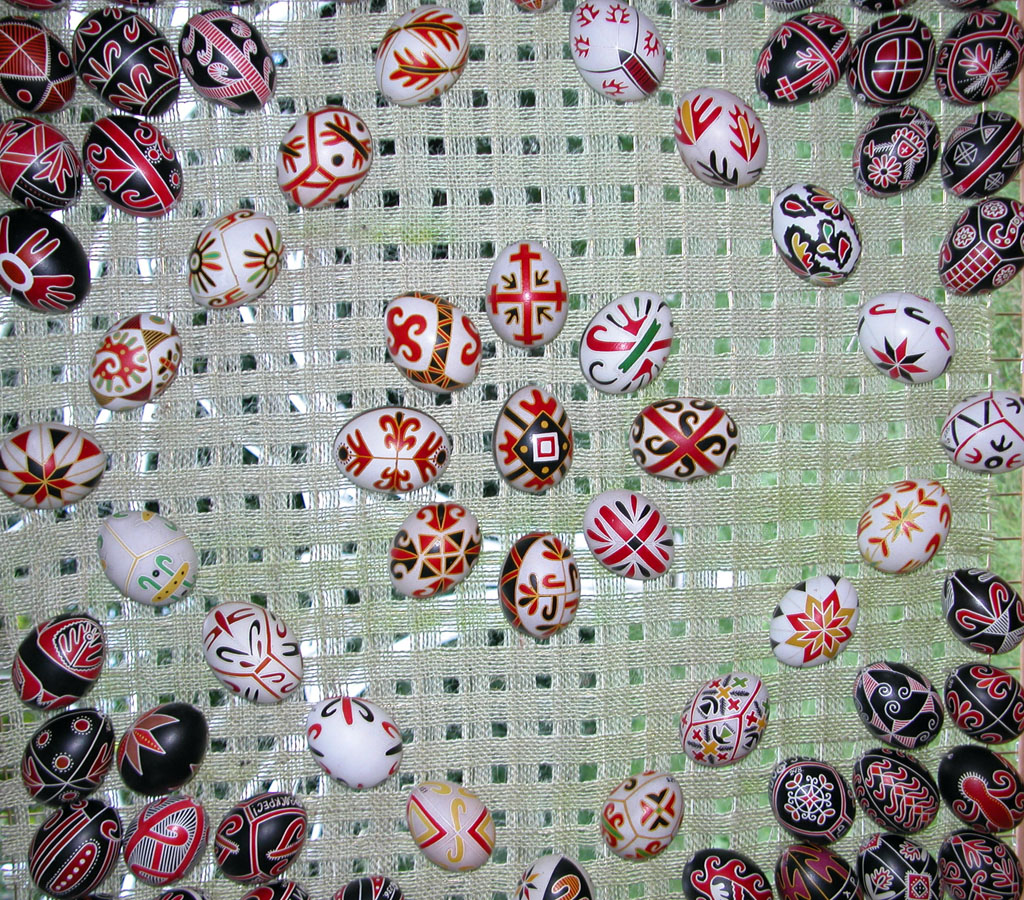
Писанки Східного Поділля

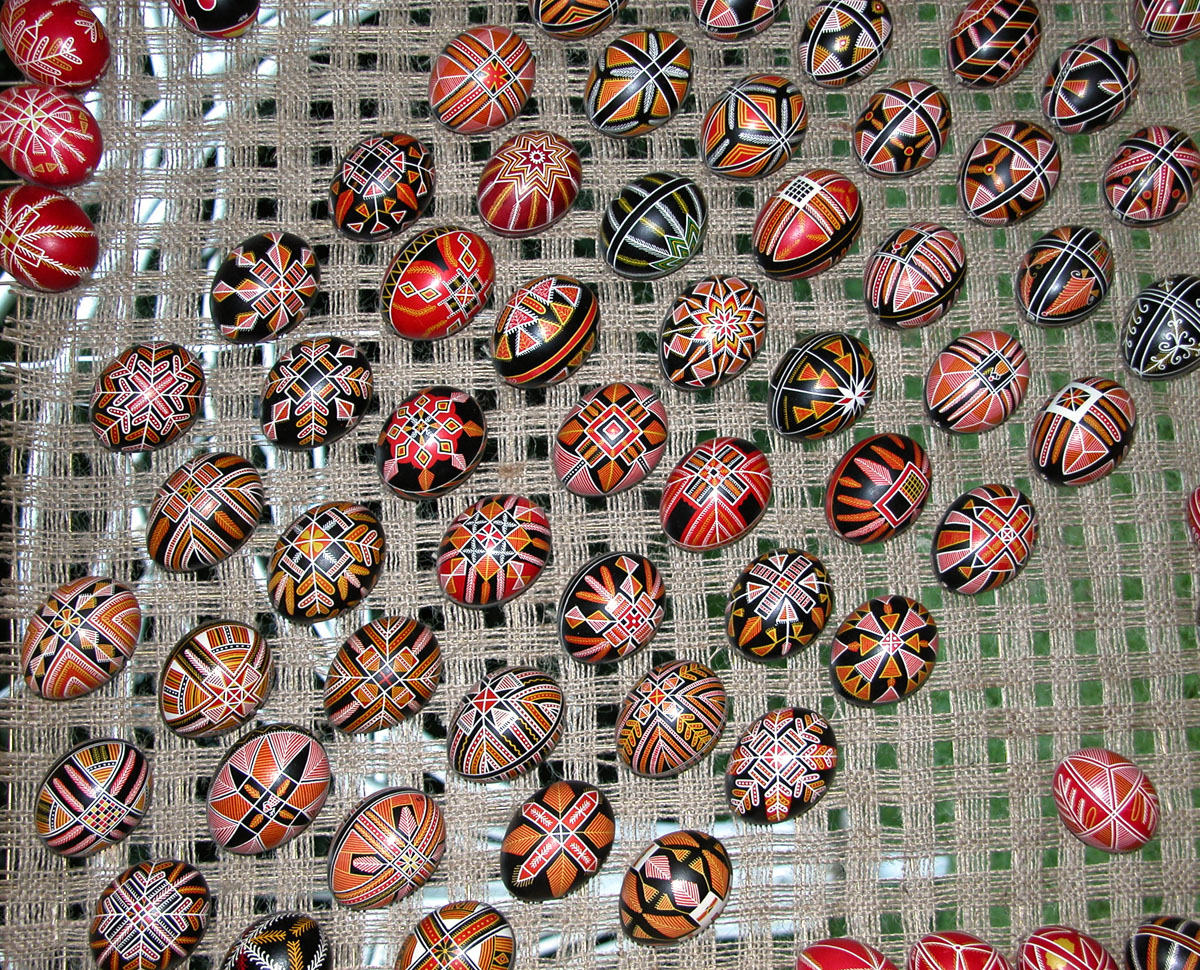
Писанки Курщини

У лютому 1992 року навчилась писанкарству у Селівачової Наталі Федорівни.
1992–1993 — стала першим керівником гуртка писанкарства Центрального палацу дітей та юнацтва у Києві. Спільно з Зоєю Сташук почала створювати першу колекцію традиційних писанок України.
У 2005–2008 роках створила персональну виставку «Всесвіт у моїх долонях», яка налічує близько 2000 традиційних народних писанок з кількох колекцій кінця 19 століття.
Також написала й у 2008 році видала посібник «Школа писанкарства».
Повністю відтворила Колекції писанок Катерини Скаржинської та активно займається її дослідженням.

## Виставки та нагороди
- 1994 — вступила до Національної спілки майстрів народного мистецтва України
- 1996 — перша персональна виставка в Музеї літератури України (спільно із Зоєю Сташук)
- 1998 — участь у великодньому ярмарку в м. Нюрнберг (Німеччина)
- 1999 — присвоєння звання Заслуженого майстра народної творчості України
- участь у великодньому ярмарку у м. Франкурт-на-Майні (Німеччина)
- 1998–2000 — участь у міжнародному фестивалі «Славянскі базар» у м. Вітебськ (Білорусь)
- 2001— виставка писанок у Музеї писанки (м. Коломия)
- 2001— участь у великодньому ярмарку у м. Тур (Франція)
- 2003, 2004 — участь у великодньому ярмарку у м. Гіфхорн (Німеччина)
- 2007 — презентація виставки народного мистецтва України в місті Єлгава (Латвія)
- 2008 — персональні виставки в м. Одеса, Білгород-Дністровський, Самбір, Лубни, Ніжин, Чернігів та інших містах.

## Роботи
Автор книг:
- «Символічна мова писанок» (2009),
- «Школа писанкарства» (2005),
- DVD «Всесвіт у моїх долонях» (2007),
- «Мистецтво писанкарства» (2011)
- «Искусство писанкарства» (2011)